# Pușcă mitralieră model 1915, CSRG „Chauchat”
 Pușca mitralieră model 1915, CSRG „Chauchat” a fost o armă de infanterie de calibrul 8 mm, din categoria puștilor mitraliere, aflată în înzestrarea Armatei Franceze și a altor armate, în perioada Primului Război Mondial și în perioada interbelică. Pușca mitralieră a fost utilizată și de Armata României, începând cu campania din anul 1917, fiind achiziționate în total un număr de 4.495 de bucăți. :p. 56

## Principii constructive
Pușca mitralieră „Chauchat” era o armă bazată pe principiul recuperării energiei de recul a gazelor arse. Avea țeavă ghintuită, zăvorâtă cu port-închizător mobil și închizător rotativ, identică cu cea de la puștile Lebel.  Sistemul de alimentare era automat, cu încărcarea cartușelor dintr-un încărcător de tip circular. Evacuarea tuburilor trase se făcea printr-un orificiu din cutia culatei, cu ajutorul unui mecanism extractor cu gheară. Pușca mitralieră era portabilă, fără tripod, pe timpul acțiunilor militare fiind sprijinită pe două brațe montate în partea din față a țevii. 